# Hadromys humei
Hadromys humei é uma espécie de roedor da família Muridae.
Pode ser encontrada nos seguintes países: China e Índia.